# 卡尔·埃贡二世 (菲斯滕贝格)

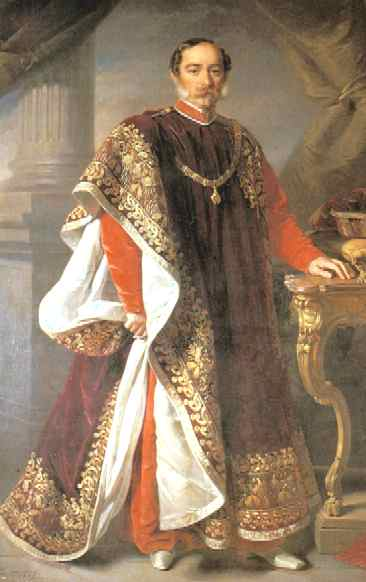

卡尔·埃贡二世（Karl Egon II；1796年10月28日—1854年10月22日），出生于布拉格，是奧地利將領卡爾·阿洛伊斯·菲斯滕貝格的兒子，1804年成為菲斯滕貝格親王，直到1806年因德意志采邑調解失去家族領地。

## 家庭
1818年，卡尔·埃贡与巴登的阿瑪莉埃结婚，有三子四女：
- 玛丽·伊丽莎白（1819年3月15日－1897年4月9日）
- 卡尔·埃贡（1820年3月4日－1892年3月15日）
- 玛丽亚·阿瑪莉埃（1821年2月12日－1899年1月17日）
- 马克西米利安·埃贡（1822年3月29日－1873年7月27日）
- 玛丽·亨麗埃塔（1823年7月16日－1834年9月9日）
- 埃米尔·埃贡（1825年9月12日－1899年5月15日）
- 保琳·威廉明妮（1829年1月11日－1900年8月3日）